# Turnow-Preilack
Turnow-Preilack là một đô thị thuộc huyện Spree-Neiße, bang Brandenburg, Đức. Đô thị Turnow-Preilack có diện tích 38,02 km², dân số thời điểm 31 tháng 12 năm 2006 là 1269 người.